# Eduardo Punset
Eduardo Punset Casals (Barcelona, 9 de noviembre de 1936-Barcelona, 22 de mayo de 2019) fue un escritor, político, divulgador científico, presentador televisivo y economista español. 
Participó en actividad política durante la Transición, ocupando cargos en la Generalidad de Cataluña y el Gobierno de España. En 1980 fue ministro con Unión de Centro Democrático en el gobierno presidido por Adolfo Suárez. En 1987 y 1989 fue elegido eurodiputado en el Parlamento Europeo como integrante de las listas de Centro Democrático y Social.
Tras finalizar su actividad política desarrolló una carrera como escritor y divulgador científico. Entre 1996 y julio de 2013 dirigió y presentó el programa de televisión Redes en La 2 de Televisión Española donde abordaba temas relacionados con la sociología, la medicina, la psicología, la biología y la astronomía.
Entre los reconocimientos y distinciones que obtuvo por su labor figuran la Gran Cruz de la Orden de Carlos III (1981) y la Creu de Sant Jordi (2011).

## Biografía
Fue hijo de un médico rural de la provincia de Tarragona, afincado en La Vilella Baixa, donde pasó su infancia. Realizó el bachillerato a comienzos de la década de los 50 en el North Hollywood High School de Los Ángeles. Además de hablar catalán y castellano, aprendió inglés y también un poco de francés.

La de mi padre fue una generación muda, silenciosa y muy, muy trabajadora. Cuando cumplí los diecisiete, me envió estudiar a Madrid, para que aprendiera a hablar bien el castellano de una puñetera vez, según dijo. Mi padre lo hacía por una simple cuestión de conocimiento y cultura. Era su obsesión, que estudiara.
Eduard Punset (2017) 

Se licenció en Derecho en la Universidad Complutense de Madrid, donde militó en el Partido Comunista de España coincidiendo con Jorge Semprún y desde donde huyó para exiliarse en 1958. Amplió sus estudios en la Universidad de Londres, donde obtuvo el postgrado en Ciencias Económicas, y en la École Pratique des Hautes Études de París, donde se diplomó. Más tarde ejerció como redactor económico de la BBC, director económico de la edición para América Latina del semanario The Economist (1967-1969) y economista del Fondo Monetario Internacional en los Estados Unidos y en Haití (1969-1973).

Contra el mutismo paterno, que tantos compartirán, la nuestra fue una generación, al menos unos pocos, que de repente empezamos a hablar. Discutíamos y luchábamos por nuestras ideas, clandestinamente, desde lenguas y acentos diferentes. Lo recuerdo bien por dos motivos: porque esto supuso mi exilio y porque desde entonces, desde el momento (1958) en que tuve que salir de España llevo siempre el pasaporte encima.
Eduard Punset (2017) 

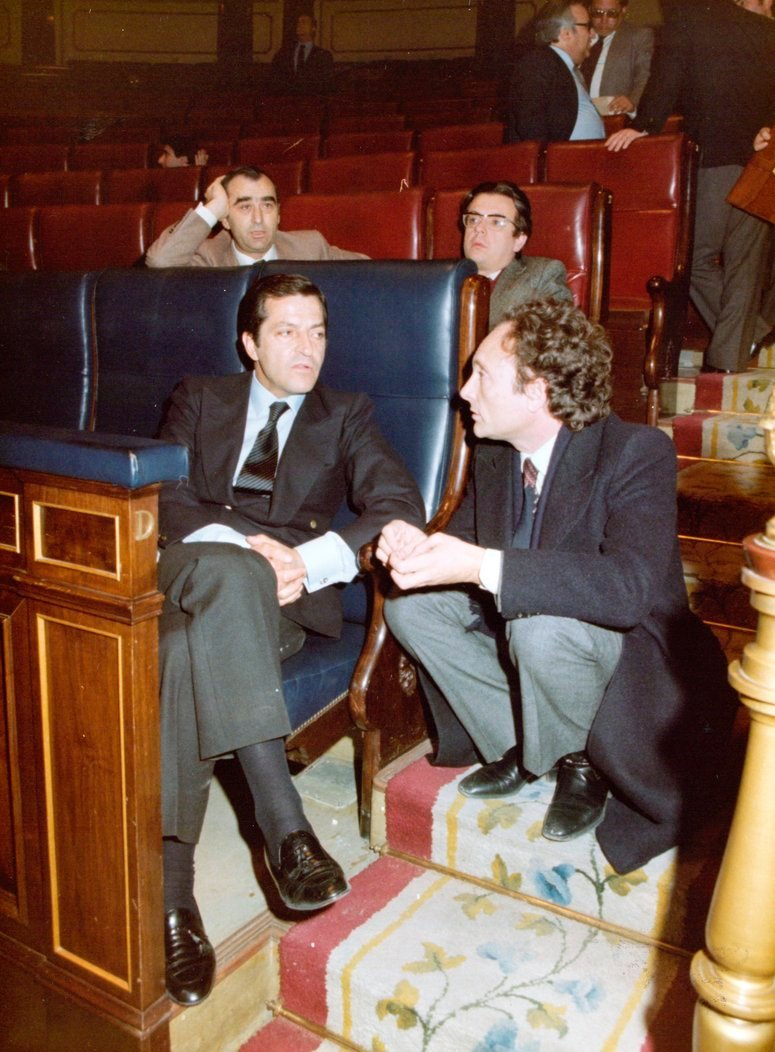
Conversando en el interior del Palacio de las Cortes con Adolfo Suárez (octubre de 1980).

Tras la muerte de Francisco Franco entró en política de la mano de Centristes de Catalunya-UCD. En 1978 fue elegido consejero de Economía y Finanzas de la Cataluña preautonómica por dicho partido. Fue elegido diputado en las primeras elecciones al Parlamento de Cataluña (1980). Tuvo un destacado papel en la apertura de España al exterior como ministro de Relaciones para las Comunidades Europeas (1980-1981). Tras abandonar la UCD, se presentó como independiente en la candidatura de Convergència i Unió a las elecciones generales de 1982, obteniendo un escaño, que abandonó apenas un año después, en diciembre de 1983.

Cuando Adolfo Suárez me propuso formar parte de su gobierno no lo dudé. Yo era el primer comunista que ocupaba un ministerio después de la muerte de Franco. Acepté porque confiaba. (...) Para tranquilidad de la gran mayoría, en teoría, se llevarían a cabo las reformas y revoluciones a favor de un nuevo estado de cosas. Ahora me doy cuenta de que nos quedamos a medio camino, en favor de una transición que algunos calificamos de «benevolente».
Eduard Punset (2017) 

En 1985 ingresó en el partido de Adolfo Suárez, el Centro Democrático y Social. En sus listas fue elegido eurodiputado en 1987 y 1989, permaneciendo en el Parlamento Europeo hasta 1994. Abandonó el CDS en 1991, después de la dimisión de Adolfo Suárez, pero conservó su puesto de europarlamentario como independiente. Durante su mandato en el Parlamento Europeo, fue presidente de la delegación del Parlamento para Polonia, tuteló parte del proceso de transformación económica de los países de Europa del Este después de la caída del Muro de Berlín. En junio de 1991 creó un nuevo partido político, Foro, que se presentó a las elecciones europeas de 1994, en coalición con el CDS, con Punset como cabeza de lista. La coalición obtuvo 183 418 votos (0,99%), sin conseguir ningún acta de eurodiputado. Foro se disolvió en marzo de 1995, abandonando Punset la política.

"Hemos llegado a un punto en el que los ciudadanos intuyen que no importa qué partido esté en el Gobierno hasta que no se transforme la mentalidad política.(...) ¿Qué pintan los partidos en las cajas de ahorros, en los medios de comunicación, en tantas instituciones?. Hay que rescatar poderes que están secuestrados por los partidos a la sociedad"
Eduard Punset (1992) 

Como especialista en temas de impacto de las nuevas tecnologías, fue asesor de COTEC, profesor consejero de Marketing Internacional en ESADE, presidente del Instituto Tecnológico Bull, profesor de Innovación y Tecnología del Instituto de Empresa (Madrid), presidente de Enher, subdirector general de Estudios Económicos y Financieros del Banco Hispano Americano y coordinador del Plan Estratégico para la Sociedad de la Información en Cataluña.

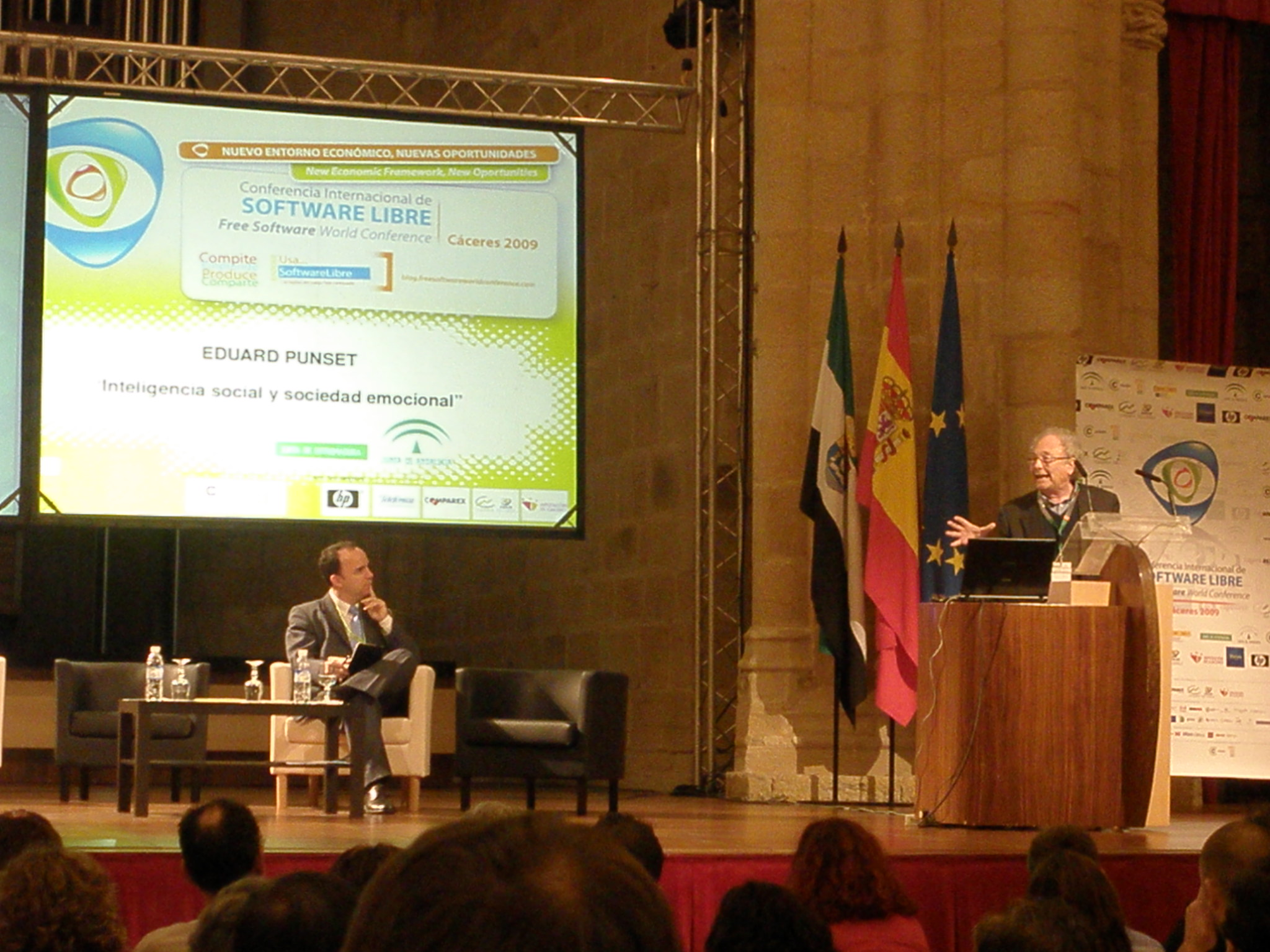
Punset impartiendo la conferencia "Inteligencia social y sociedad emocional" en la Conferencia Internacional de Software Libre 2009 celebrada en Cáceres.

Fue autor de diversos libros sobre análisis económico y reflexión social. Hasta su fallecimiento era profesor de Ciencia, Tecnología y Sociedad en la Facultad de Economía del Instituto Químico de Sarrià (Universidad Ramon Llull). Previamente, entre 1996 y 2013, fue director y presentador del programa de divulgación científica Redes en Televisión Española. También colaboró mensualmente en el programa de Andreu Buenafuente de laSexta. Dirigió la revista Redes para la ciencia (publicada entre 2010 y 2013). Fue presidente de la productora audiovisual Grupo Punset y formó parte de los consejos de administración de Sol Meliá y Telvent.

Yo, que tuve la suerte inmensa de lanzarme al mundo para aprender de tanta gente increíble, de la mano de científicos de todo el planeta que precisamente se atrevían a hablar de temas que a nosotros nos avergonzaban, sexo, suicidio, primates, ¡El origen de la vida! ¡Cómo empezó todo! Con el programa Redes de Televisión Española, conseguimos llevar la ciencia a toda una generación. La mayor ilusión de mi vida fue el día en que una chica se me acercó en la calle y me dijo: «Quiero que sepa que decidí estudiar Física gracias a Redes».
Eduard Punset (2017) 

## Controversias
La labor de divulgación científica realizada por Punset especialmente en su programa de televisión y Podcast Redes ha sido cuestionada en varios artículos. Su actitud y carisma hicieron que popularmente fuera considerado un científico de ciencias exactas, pese a su única formación universitaria en ciencias jurídicas, algo reforzado por su participación en algunas campañas publicitarias.
También se criticó la vinculación de algunos contenidos de sus libros con los del gurú Deepak Chopra, figura controvertida que usa conceptos de la mecánica cuántica en lo que se llama medicina cuántica. Chopra ha sido públicamente denostado por diversos físicos especialistas en mecánica cuántica, como Leonard Mlodinow, por el lucrativo y mal uso que hace de esta en sus publicaciones de autoayuda. En el capítulo VII del libro Cara a cara con la vida, la mente y el Universo Punset muestra interés por las teorías de Chopra.
Punset ha sido criticado por su acercamiento a la pseudociencia, el uso incorrecto de términos científicos y, en general, una visión ligera y poco rigurosa de la ciencia. El título de algunos de sus libros como Viaje al optimismo, Viaje a las emociones, El viaje al poder de la mente o El alma está en el cerebro invita a pensar la cercanía del autor con el género de la autoayuda. En su web oficial facilitaba una sección de "Apoyo psicológico online". A lo largo de su trayectoria también asistió en calidad de invitado a ferias vinculadas con la espiritualidad, la pseudociencia y las terapias alternativas.

"Ese señor no es científico, sino que es un auténtico ignorante de la ciencia. Fiarse de él es como tener de referente musical a un sordomudo que no sabe de solfeo. Adelante, puedes hacerlo, pero tu idea sobre la música va ser un poco... singular."
Félix Goñi (Director de la Unidad de Biofísica de la Universidad del País Vasco y del CSIC, 2013) 

## Vida personal, enfermedad y muerte
Punset estuvo casado con Suzel Bannel desde 1959, con quien tuvo tres hijas: Nadia, Elsa y Carolina, las dos últimas también muy conocidas.
En 2007 le fue detectado un cáncer de pulmón del que pudo recuperarse con tratamiento médico.
Falleció por la enfermedad el 22 de mayo de 2019 a los 82 años y fue enterrado en el cementerio de Vilella Baja (Tarragona).

## Premios y reconocimientos
1981
- Gran Cruz de la Orden de Carlos III.[35] En agradecimiento por los servicios prestados como Ministro del Gobierno de España.

2001
- Premio de la Asociación Española de Científicos.[36] En reconocimiento a su labor en el campo de la investigación científica y el desarrollo tecnológico.

2002
- Premio Airtel de Periodismo de la Fundación Vodafone.[37] Por su trayectoria.

2006
- Premio de Periodismo Digital José Manuel Porquet.[38] Concedido en el VII Congreso de periodismo digital de Huesca.

2007
- Premio de Periodismo Rey Jaime I concedido por la Generalidad Valenciana.[39] Por su “contribución a la divulgación de aspectos relacionados con la investigación científica, médica y medioambiental a través de su programa Redes, su página web y sus numerosas conferencias y publicaciones”.
- Galardón de la Psicología otorgado por el Colegio Oficial de Psicólogos de la Región de Murcia.[40] Por "su interés y aportaciones científicas al desarrollo de la psicología, así como por la difusión que realiza mediante el programa Redes".

2008
- Premio de la Asociación Profesional Española de Informadores de Prensa, Radio y Televisión APEI-Catalunya.[41] Concedido en la categoría de Entrañables.
- Premio Hombre GQ del Año al Mejor Escritor.[42]
- Mención de Honor de la Sociedad Española de Neurología.[43] Por su labor en la divulgación del conocimiento científico en el campo de la neurología.
- Premio Manel Xifra i Boada.[44] El Col·legi d'Enginyers Tècnics Industrials de Girona le concedió el premio a la transmisión del conocimiento técnico y tecnológico en reconocimiento de su actividad como divulgador de la ciencia y de la tecnología.
- Premio de Ciencia y Tecnología de la Asociación Española de Editoriales de Publicaciones Periódicas.[45]

2009
- Premios Zapping de la Asociación Telespectadors Asociats de Catalunya.[46] Premio Humano concedido por su "virtud de hacernos entender los misterios de la vida y los avances técnicos de una forma atractiva y sencilla. Gracias a sus programas sabemos cómo ser un poco más felices o entender por qué somos como somos. A sus dotes de gran comunicador científico hay que sumar su gran calidad humana y la entereza y afán de superación que ha demostrado hasta en los momentos más difíciles."

2010
- Doctor honoris causa por la Universidad de las Islas Baleares.[47] El Consejo de Gobierno de la UIB aprobó el nombramiento a propuesta de la Escuela Politécnica Superior de la institución.
- Premio como Espacio Más Interesante a Redes en la II Edición del FesTVal de Vitoria.[48]

2011
- Premio Creu de Sant Jordi de la Generalidad de Cataluña.[49]

2012
- Premio Ciudad de Alcalá de las Artes y las Letras.[50] Otorgado su labor de comunicador, escritor y pensador científico.

## Obras
- Punset, Eduardo (1980). La Salida de la Crisis. Argos Vergara. ISBN 8470178083.

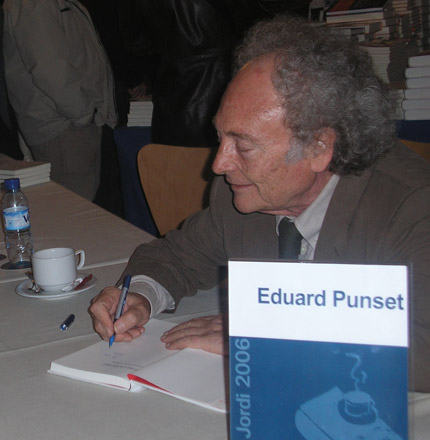
Eduard Punset firmando libros en la celebración del día de San Jorge (Barcelona, abril de 2006).

- Punset, Eduardo (1982). España: Sociedad Cerrada, Sociedad Abierta. Grijalbo. ISBN 8425314127.
- Punset, Eduardo (1986). La España impertinente: Un país entero frente a su mayor reto. Espasa Calpe. ISBN 8423924203.
- Sweeney, G. Gerald Patrick (1989).  Eduard Punset, ed. Information Resources & Corporate Growth (en inglés). Pinter. ISBN 9780861877201.
- Punset, Eduard (2000). Manual para sobrevivir en el siglo XXI. Galaxia Gutemberg. ISBN 9788481092295.
- Punset, Eduardo (2004). Adaptarse a la marea: la selección natural en los negocios. Espasa Calpe. ISBN 9788467013887.
- Punset, Eduardo (2004). Cara a cara con la vida, la mente y el universo. Grupo Planeta Spain. ISBN 9788423343706.
- Punset, Eduardo (2005). El viaje a la felicidad : las nuevas claves científicas. Destino. ISBN 8423337774. (requiere registro).
- Punset, Eduardo (2006). El alma está en el cerebro: radiografía de la máquina de pensar. Aguilar. ISBN 8403097379. (requiere registro).
- Punset, Eduardo (2007). El viaje al amor. Las nuevas claves científicas. Destino. ISBN 9788423327959.
- Punset, Eduardo (2008). ¿Por qué somos como somos?. Aguilar. ISBN 9788403099227.
- Punset, Eduardo (2010). El viaje al poder de la mente : los enigmas más fascinantes de nuestro cerebro y del mundo de las emociones. Destino. ISBN 9788423343652.
- Punset, Eduardo; Moledo, Leonardo (2011). El cambio climático. Planeta DeAgostini. ISBN 9788467499285.
- Punset, Eduardo (2011). Excusas para no pensar : cómo nos enfrentamos a las incertidumbres de nuestra vida. Destino. ISBN 9788423344130.
- Punset, Eduardo (2011). Viaje al optimismo : las claves del futuro. Destino. ISBN 9788423345663.
- Punset, Eduardo (2012). Lo que nos pasa por dentro : un millón de vidas al descubierto. Destino. ISBN 9788423328963.
- Punset, Eduardo (2013). El sueño de Alicia : la vida y la ciencia se funden en la historia más emocionante. Destino. ISBN 9788423346950.
- Punset, Eduardo (2014). El viaje a la vida : más intuición y menos estado. Destino. ISBN 9788423348503.